# وزارة مصطفى محمود العمري
وزارة مصطفى العمري هي الحكومة العراقية الرابعة والأربعون، خلفت هذه الوزارة وزارة نوري السعيد الحادية عشر.
تشكلت الوزارة في 12 تموز 1952 واستمرت إلى 21 تشرين الثاني 1952، وتشكلت بعدها وزارة نور الدين محمود.

## التشكيلة الوزارية
تكونت الوزارة من الوزراء أدناه:
- رئيس الوزراء: مصطفى العمري
- وزير الداخلية: مصطفى العمري بالوكالة ثم محمد حسن جمعة بالوكالة أيضا
- وزير الدفاع: حسام الدين جمعة
- وزير الخارجية: فاضل الجمالي
- وزير المالية: إبراهيم الشابندر، أقيل في 15 تشرين الثاني 1952، فشغل المنصب علي محمود الشيخ
- وزير العدلية: جمال رشيد بابان
- وزير الاقتصاد: نديم الباجه جي
- وزير المواصلات والأشغال: عبد المجيد علاوي
- وزير الشؤون الاجتماعية: ماجد مصطفى
- وزير الزراعة: عبد الجبار الجلبي
- وزير الصحة: عبد الرحمن جودت
- وزير المعارف: عبد الله الدملوجي